# Geranomyia carunculata manabiana
Geranomyia carunculata manabiana is een ondersoort van de tweevleugelige Geranomyia carunculata uit de familie steltmuggen (Limoniidae). De soort komt voor in het Neotropisch gebied.